# Kamila Lićwinko
Kamila Lićwinko rođ. Stepaniuk (Bielsk Podlaski, 22. ožujka 1986. - ) je poljska atletičarka i skakačica u vis, poznata po naslovu europske dvoranske prvakinje iz Sopota 2014. gdje je s preskočenih 2,00 m dijelila prvo mjesto s ruskom skakačicom Marijom Kučinom. Osobni rekord na otvorenom postavila je 2015., i on iznosi 2,03 m, a oba rezultata su poljski nacionalni rekordi. Lićwinko je osvajačica zlatne medalje s Univerzijade u Kazanu, u Rusiji, gdje je preskočila 1,96 m. Na Svjetskom atletskom prvenstvu u Pekingu 2015. je s preskočenih 1,99 m osvojila četvrto mjesto.

## Vanjske poveznice
- Kamila Lićwinko profil na IAAF-u
- Kamila Lićwinko  Arhivirana inačica izvorne stranice od 27. rujna 2018. (Wayback Machine) profil na tilastopaja.org